# Mistrzostwa Świata w Piłce Nożnej 1934 (składy)
Składy finalistów II Mistrzostw Świata w Piłce Nożnej w 1934 rozgrywanych we Włoszech.
 Argentyna
Trener: Felipe Pascucci
Ernesto Albarracín, Ramón Astudillo, Ernesto Belis, Enrique Chimento, Alfredo de Vincenzi, Héctor Freschi, Alberto Galateo, Ángel Grippa, Roberto Irañeta, Luis Izzeta, Arcadio López, Alfonso Lorenzo, José Nehín, Juan Pedevilla, Francisco Pérez, Francisco Rúa, Constantino Urbieta Sosa, Federico Wilde
 Austria
Trener: Hugo Meisl
Josef Bican, Georg Braun, Franz Cisar, Friederich Franzl, Josef Hassmann, Leopold Hofmann, Johann Horvath, Anton Janda, Matthias Kaburek, Peter Platzer, Rudolf Raftl, Anton Schall, Willibald Schmaus, Karl Sesta, Matthias Sindelar, Josef Smistik, Josef Stroh, Johann Urbanek, Rudolf Viertl, Franz Wagner, Hans Walzhofer, Karl Zischek
 Belgia
Trener: Hector Goetinck
Arnold Badjou, Désiré Bourgeois, Jean Brichaut, Jean Capelle, Jean Claessens, François De Vries, Laurent Grimmonprez, Auguste Hellemans, Albert Heremans, Constant Joacim, Robert Lamoot, René Ledent, Jules Pappaert, Frans Peeraer, Georges Putmans, Charles Simons, Philibert Smellinckx, André Vandeweyer, Joseph Van Ingelgem, Louis Versijp, Bernard Voorhoof, Félix Welkenhuysen
 Brazylia
Trener: Luiz Vinhaes
Ariel Nogueira, Armandinho, Áttila de Carvalho, Heitor Canalli, Carvalho Leite, Germano Boettcher Sobrinho, Leônidas, Luis dos Santos Luz, Luisinho, Martim, Octacílio, Patesko, Roberto Gomes Pedrosa, Sylvio Hoffmann Mazzi, Alfredo Alves Tinoco, Waldyr, Waldemar de Brito
 Czechosłowacja
Trener: Karel Petrů
Jaroslav Bouček, Jaroslav Burgr, Štefan Čambal, Josef Čtyřoký, František Junek, Géza Kalocsay, Vlastimil Kopecký, Josef Košťálek, Rudolf Krčil, Oldřich Nejedlý, Ehrenfried Patzel, František Plánička, Antonín Puč, Josef Silný, Adolf Šimperský, Jiří Sobotka, Erich Srbek, František Šterc, František Svoboda, Antonín Vodička, Ladislav Ženíšek
 Egipt
Trener: James McCrae
Abdelhamid Abdou, Mohammed Bakhati, Hassan El-Far, Wagih El-Kashef, Mahmoud El-Nigero, Ali El-Said, Yacout El-Soury, Mahmoud Mokhtar El-Tetsh, Aziz Fahmy, Abdelrahman Fawzi, Ibrahim Halim, Sharli Hamidu, Mohammed Hassan, Hafez Kasseb, Mohamed Latif, Labib Mahmoud, Mustafa Mansour, Kamel Masoud, Ismail Rafaat, Hassan Raghab, Ali Shafi, Mostafa Taha
 Francja
Trener: Sid Kimpton
Joseph Alcazar, Alfred Aston, Georges Beaucourt, Roger Courtois, Robert Défossé, Edmond Delfour, Celestin Delmer, Louis Gabrillargues, Joseph Gonzales, Fritz Keller, Pierre Korb, Lucien Laurent, René Llense, Noël Lietaer, Jacques Mairesse, Étienne Mattler, Jean Nicolas, Roger Rio, Alex Thépot, Jules Vandooren, Émile Veinante, Georges Verriest
 Hiszpania
Trener: Amadeo García
Crisant Bosch, Guillermo González del Río García, Eduardo González Valiño, Leonardo Cilaurren, Ciriaco Errasti, Federico Sáiz, Guillermo Gorostiza, Juan Marrero Pérez, José Iraragorri, Ramón de la Fuente Leal, Isidro Lángara, Simón Lecue, Martín Marculeta, José Muguerza, Joan Josep Nogués, Jacinto Quincoces, Luis Regueiro, Pedro Solé, Martí Ventolrà, Ramón Zabalo, Ricardo Zamora
 Holandia
Trener: Bob Glendenning
Wim Anderiesen, Bep Bakhuys, Jan Graafland, Leo Halle, Wim Lagendaal, Kees Mijnders, Jaap Mol, Toon Oprinsen, Bas Paauwe, Henk Pellikaan, Arend Schoemaker, Kick Smit, Gejus van der Meulen, Jan van Diepenbeek, Puck van Heel, Adri van Male, Joop van Nellen, Sjef van Run, Leen Vente, Manus Vrauwdeunt, Mauk Weber, Frank Wels
 Niemcy
Trener: Otto Nerz
Ernst Albrecht, Jakob Bender, Fritz Buchloh, Willy Busch, Edmund Conen, Franz Dienert, Rudolf Gramlich, Sigmund Haringer, Matthias Heidemann, Karl Hohmann, Hans Jakob, Paul Janes, Stanislaus Kobierski, Willibald Kreß, Ernst Lehner, Reinhold Münzenberg, Rudolf Noack, Hans Schwartz, Otto Siffling, Josef Streb, Fritz Szepan, Paul Zielinski
 Rumunia
Trener: Josef Uridil i Constantin Rădulescu
Gheorghe Albu, Iuliu Barátky, Zoltán Beke, Silviu Bindea, Iuliu Bodola, Rudolf Bürger, Gheorghe Ciolac, Alexandru Cuedan, Vasile Deheleanu, Ștefan Dobay, Gusztáv Juhász, István Klimek, Rudolf Kotormány, Miklós Kovács, József Moravetz, Adalbert Püllöck, Sándor Schwartz, Grațian Sepi, Lazăr Sfera, Emerich Vogl, Károly Weichelt, Vilmos Zombori
 Szwajcaria
Trener: Heini Müller
André Abegglen, Renato Bizzozero, Joseph Bossi, Albert Büche, Otto Bühler, Ernst Frick, Louis Gobet, Albert Guinchard, Willy Huber, Ernst Hufschmid, Fernand Jaccard, Alfred Jäck, Willy Jäggi, Leopold Kielholz, Edmond Loichot, Severino Minelli, Arnaldo Ortelli, Raymond Passello, Frank Séchehaye, Willy von Känel, Max Weiler, Walter Weiler
 Szwecja
Trener: József Nagy
Ernst Andersson, Otto Andersson, Sven Andersson, Nils Axelsson, Rune Carlsson, Victor Carlund, Gösta Dunker, Ragnar Gustavsson, Carl-Erik Holmberg, Gunnar Jansson, Sven Jonasson, Tore Keller, Knut Kroon, Helge Liljebjörn, Harry Lundahl, Gunnar Olsson, Nils Rosén, Anders Rydberg, Einar Snitt, Arvid Thörn, Eivar Widlund
 USA
Trener: David Gould
Tom Amrhein, Ed Czerkiewicz, Walter Dick, Aldo Donelli, Bill Fiedler, Tom Florie, Jimmy Gallagher, Billy Gonsalves, Al Harker, Julius Hjulian, William Lehman, Tom Lynch, Joe Martinelli, Willie McLean, George Moorhouse, Werner Nilsen, Peter Pietras, Herman Rapp, Francis Ryan
 Włochy
Trener: Vittorio Pozzo
Luigi Allemandi, Pietro Arcari, Luigi Bertolini, Felice Borel, Umberto Caligaris, Armando Castellazzi, Giuseppe Cavanna, Gianpiero Combi, Attilio Demaría, Giovanni Ferrari, Attilio Ferraris, Enrico Guaita, Anfilogino Guarisi, Guido Masetti, Giuseppe Meazza, Luis Monti, Eraldo Monzeglio, Raimundo Orsi, Mario Pizziolo, Virginio Rosetta, Angelo Schiavio, Mario Varglien